# یواس‌اس کلاندیک (ای‌دی-۲۲)
یواس‌اس کلاندیک (ای‌دی-۲۲) (به انگلیسی: USS Klondike (AD-22)) یک کشتی بود که طول آن ۴۹۲ فوت (۱۵۰ متر) بود. این کشتی در سال ۱۹۴۴ ساخته شد.